# Перещепине (автостанція)
Автостанція «Перещепине» - головна автостанція Перещепиного. Автостанція входить до ПАТ «Дніпропетровське обласне підприємство автобусних станцій».

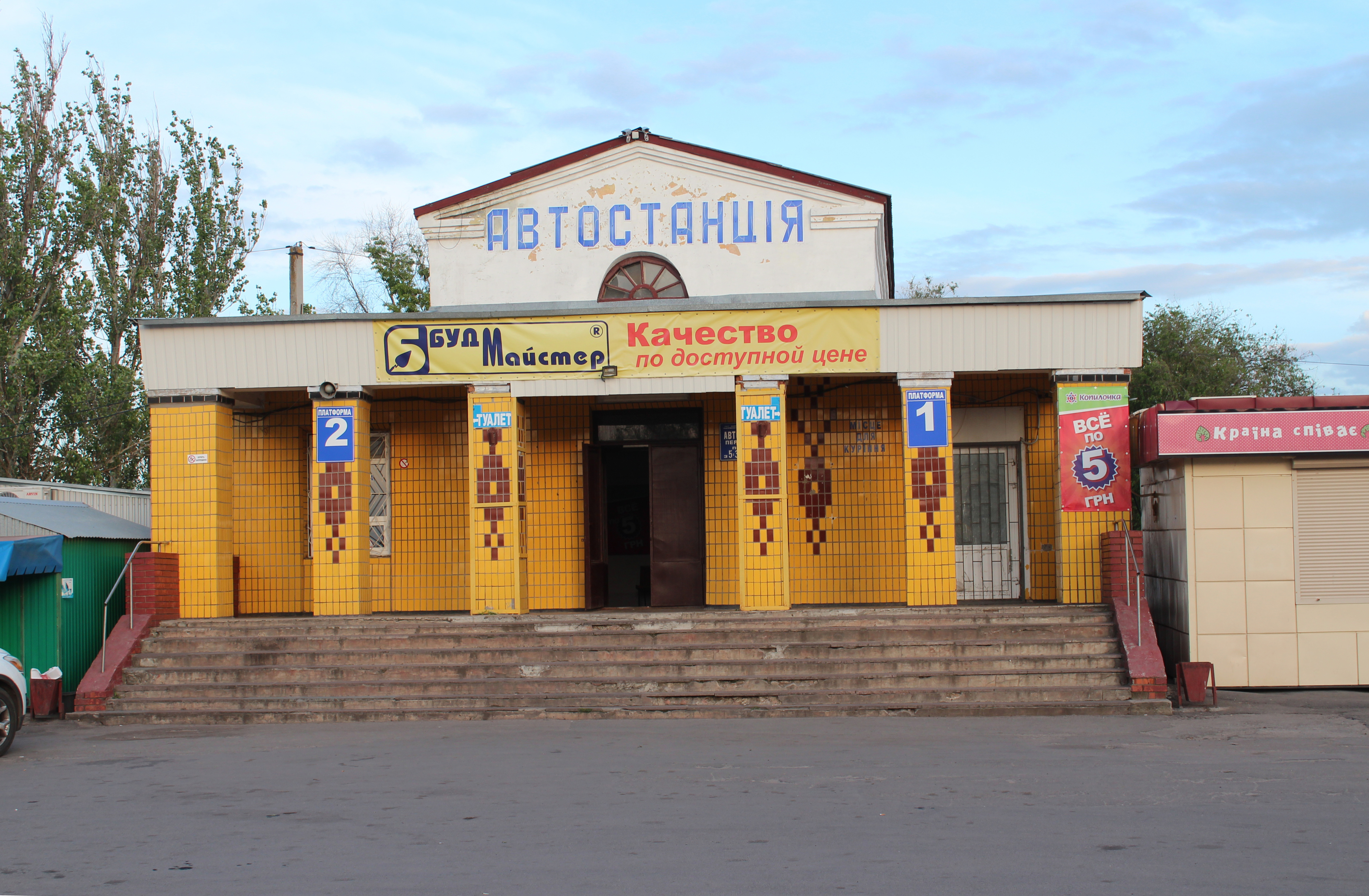
Автостанція

## Основні напрямки

### Місцевого формування
- Перещепине — Дніпро
- Перещепине — Новомосковськ-1

### Транзитні
- Харків — Дніпро
- Харків — Запоріжжя
- Харків — Кривий Ріг
- Харків — Кам'янське-1
- Харків — Нікополь
- Харків — Бердянськ
- Харків — Кирилівка
- Харків — Нова Каховка
- Харків — Кам'янка-Дніпровська
- Дніпро — Полтава-1
- Дніпро — Суми
- Дніпро — Куп'янськ
- Дніпро — Зачепилівка
- Дніпро — Сахновщина
- Дніпро — Ковпаківка (Самарівський район)
- Дніпро — Котовка (Самарівський район)
- Дніпро — Михайлівка (Самарівський район)
- Дніпро — Приорільське (Самарівський район)
- Запоріжжя — Полтава-1
- Запоріжжя — Суми
- Новомосковськ-1 — Панасівка (Самарівський район)